# Govatoor, Hosanagara
Govatoor là một làng thuộc tehsil Hosanagara, huyện Shimoga, bang Karnataka, Ấn Độ.